# KBS 2TV 뉴스 (1755)
《KBS 2TV 뉴스 (1755)》(KBS 2TV NEWS (1755))은 대한민국 KBS 2TV에서 1994년 10월 10일 ~ 1995년 9월 1일까지 매주 월요일 ~ 금요일 오후 5시 55분 ~ 저녁 6시에 방송되었던 KBS 2TV의 오후와 저녁 사이 단신 뉴스 프로그램이다.

## 기획 의도/개요
- KBS 2TV의 단신 뉴스 형태의 오후의 저녁 사이 단신 뉴스 프로그램이다.
- 정식 타이틀은 KBS 2TV 뉴스이며, 인터넷 홈페이지 타이틀 명 및 정식 타이틀 명인 KBS 2TV 뉴스 (1755)로 부른다.

## 방송 시간
| 방송 채널 | 방송 기간                          | 방송 시간                           | 비고 |
| --------- | ---------------------------------- | ----------------------------------- | ---- |
| KBS 2TV   | 1994년 10월 10일 ~ 1996년 2월 10일 | 매일 오후 5시 55분 ~ 저녁 6시 (5분) |      |

## 관련 프로그램
- KBS 뉴스타임 (1800) (KBS 2TV)